# Veritas (Star Trek)
Pour l’article homonyme, voir Veritas.
Veritas (Is There in Truth No Beauty?) est le cinquième épisode de la troisième saison de la série télévisée Star Trek. Il fut diffusé pour la première fois le 18 octobre 1968 sur la chaîne américaine NBC.
L'ambassadeur médusien Kollos, accompagné de son interprète télépathe le Dr Miranda Jones qui a fait ses études sur la planète Vulcain, sont emmenés en voyage diplomatique par l'Enterprise. L'apparence de l'ambassadeur est si hideuse que le fait de le regarder sans filtre protecteur provoque la folie.

## Distribution

### Acteurs principaux
- William Shatner — James T. Kirk (VF : Yvon Thiboutot)
- Leonard Nimoy — Spock (VF : Régis Dubost)
- DeForest Kelley — Leonard McCoy
- James Doohan — Montgomery Scott
- George Takei — Hikaru Sulu
- Nichelle Nichols — Uhura
- Walter Koenig — Pavel Chekov

### Acteurs secondaires
- Diana Muldaur - Dr. Miranda Jones
- David Frankham - Lawrence Marvick
- Eddie Paskey - Lieutenant Leslie

## Résumé
L'Enterprise doit exporter un ambassadeur médusien de la Fédération nommé Kollos afin d'engager des discussions. Les médusiens sont des créatures d'énergies capables de communiquer des émotions mais dont l'apparence répugnante rend fou les humains qui les regardent. Celui-ci est transporté dans une boite. Durant le voyage ils sont accompagnés de Lawrence Marvick, l'un des ingénieurs ayant créé l'Enterprise et du docteur Miranda Jones, une femme télépathe qui est une des rares à pouvoir communiquer avec Kollos. Jones a passé du temps sur vulcain, la planète d'où est issu Spock, même si elle découvre que les pouvoirs télépathiques de celui-ci sont supérieurs aux siens.
Lors d'un diner avec le capitaine Kirk, Spock, le docteur McCoy, Montgomery Scott et Marvick, Jones sent télépathiquement que l'un des convives possède des envies de meurtre envers Kollos. Alors qu'elle revient dans sa cabine, Marvick vient la voir. Celui-ci a connu Jones autrefois et il est amoureux d'elle. Elle découvre que c'est lui, l'homme qui souhaite tuer Kollos et lui explique qu'elle n'a jamais été attirée par lui. Fou de rage, Marvick se précipite dans la cabine de Kollos pour le tuer, mais la vue de la créature le pousse à sortir de la pièce. Fou de rage, il prend possession du vaisseau et l'emmène dans les confins de la galaxie où ils ne peuvent s'enfuir avant de mourir.
L'équipage a alors besoin de Kollos pour pouvoir quitter les lieux, car lui seul est capable de diriger le vaisseau. Ils s'aperçoivent qu'en dehors de ses pouvoirs psychiques, le docteur Miranda Jones est aveugle, ce qui lui permettait de communiquer avec l'extraterrestre sans succomber à la folie. Afin de piloter le vaisseau, Spock accueille en son corps l'esprit de Kollos. Celui-ci est émerveillé par le fait d'être humain et réussit à débloquer l'Enterprise. Après un discours sur la solitude des humains, Kollos se sert de Spock pour revenir dans son coffre, mais celui-ci oublie ses lunettes et voit la créature.
Devenu fou, Spock s'attaque à l'équipage. Kirk l'assomme en utilisant un phaser. Miranda reste à ses côtés pour le soigner mais Kirk l'accuse de s'être servi de ses pouvoirs de télépathie pour qu'il oublie de porter ses lunettes car elle était jalouse des capacités de Spock. Elle aide Spock à soigner sa démence en entrant par télépathie dans son esprit. L'Enterprise arrive à destination, Kollos et Miranda Jones rejoignent le téléporteur. Elle avoue qu'après avoir soigné,[pas clair] Kollos est entré en télépathie avec elle, lui permettant de voir la beauté du monde tel qu'il la voit. Avant de partir, Kirk lui offre une rose, lui rappelant que malgré leur beauté, toutes portent des épines.

### Continuité
- L'épisode montre pour la première fois l'IDIC des vulcains.